# Hongkongi labdarúgó-bajnokság (első osztály)

## Történelem
2013. február 7-én a Hongkongi labdarúgó-szövetség bejelentette, hogy a következő év szeptemberétől új bajnokság indul. A szövetség, hogy a bajnokság működőképességéről megbizonyosodjanak, egy próbabajnokságot indítottak. Az első hivatalos kiírásban 9 csapat vett részt, és a szezon végén a Kitchee lett a bajnok.

## Neves játékosok
- Diego Forlán
- Marc Jiménez
- Vadócz Krisztián
- Alessandro Ferreira